# امره گوکای
امره گوکای (انگلیسی: Emre Gökay؛ زادهٔ ۱۸ فوریهٔ ۲۰۰۶) بازیکن فوتبال اهل ترکیه است که در حال حاضر برای باشگاه فوتبال سیواس‌اسپور بازی می‌کند. 
وی همچنین در تیم‌های ملی فوتبال زیر ۱۶ سال ترکیه و زیر ۱۷ سال ترکیه بازی کرده است.